# Cá thu ngàn
Cá thu Tây Ban Nha sọc hẹp (danh pháp khoa học: Scomberomorus commerson) là một loài cá trong Họ Cá thu ngừ. Nó được tìm thấy trong một khu rộng có trung tâm là Đông Nam Á đến phía tây tận bờ biển phía đông của châu Phi và Trung Đông và dọc theo vùng ven biển phía Bắc của Ấn Độ Dương, và phía đông đến tận Fiji ở phía Tây Nam Thái Bình Dương. Chúng phổ biến xuống đến hai mặt của Úc đến phía nam tận Perth trên bờ biển phía tây và Sydney trên bờ biển phía đông. Chúng được tìm thấy như xa về phía bắc cũng như Trung Quốc và Nhật Bản.

## Mô tả
Loài cá này có màu xanh chói lọi đến màu xám tối màu dọc theo hai bên sườn lưng và chuyển sang màu xanh bạc một màu xám trên bụng. Loài cá này có hàng chục đường dọc xuống hai bên. Đây là loài cá thu lớn nhất trong tất cả các loài cá thu Úc, chúng dài đến 200 cm và cân nặng đến 70 kg.